# سن الوییس وینکل
سن الوییس وینکل (به لاتین: Sint-Eloois-Winkel) یک منطقهٔ مسکونی در بلژیک است که در لادوژم واقع شده‌است. سن الوییس وینکل ۳٬۷۵۴ نفر جمعیت دارد.